# Stephanie Yee Sing
Stephanie-Dale Yee Sing (* 26. Oktober 1988) ist eine jamaikanische Fußballschiedsrichterassistentin.
Seit 2015 steht sie auf der Liste der FIFA-Schiedsrichter und leitet internationale Fußballpartien.
Yee Sing war unter anderem Schiedsrichterassistentin von Marie-Soleil Beaudoin bei der Weltmeisterschaft 2019 in Frankreich (zusammen mit Princess Brown), bei der sie vier WM-Spiele leitete, inklusive des Halbfinales zwischen den Niederlanden und Schweden (1:0 n. V.).
Zudem war sie bei der U-17-Weltmeisterschaft 2016 in Jordanien, bei der U-17-Weltmeisterschaft 2018 in Uruguay, beim Algarve-Cup 2019 und bei der U-17-Weltmeisterschaft 2022 in Indien im Einsatz.